# Centrale idroelettrica di Piova-Castellamonte
La centrale idroelettrica di Castellamonte è situata in Piemonte, nel comune di Castellamonte in provincia di Torino.

## Caratteristiche
La centrale è equipaggiata con due gruppi turbina/alternatore, con turbine Francis ad asse orizzontale.